# Саде-Буди
Саде-Буди (пол. Sade Budy) — село в Польщі, у гміні Якторув Ґродзиського повіту Мазовецького воєводства.
Населення — 1463 особи (2011).
У 1975—1998 роках село належало до Скерневицького воєводства.

## Демографія
Демографічна структура станом на 31 березня 2011 року:
|          | Загалом | Допрацездатний вік | Працездатний вік | Постпрацездатний вік |
| -------- | ------- | ------------------ | ---------------- | -------------------- |
| Чоловіки | 715     | 154                | 501              | 60                   |
| Жінки    | 748     | 171                | 451              | 126                  |
| Разом    | 1463    | 325                | 952              | 186                  |